# Есипов, Константин Дмитриевич
Константин Дмитриевич Есипов (1874—1935) — советский учёный и педагог, врач-хирург и анатом, доктор медицинских наук (1921), профессор (1922). Основатель научной школы в области применения  хирургических методов лечения при лёгочном туберкулёзе.

## Биография
Родился 28 августа 1874 года в Москве.
С 1898 по 1903 год обучался на медицинском факультете Московского государственного университета.
С 1903 по 1911 год на клинической работе в хирургической факультетской клинике Московского университета клинике под руководством известных хирургов и профессоров И. П. Алексинского, И. К. Спижарного и А. А. Боброва. С 1911 по 1917 год на общественно-клинической работе в учреждениях Российского Красного Креста. 
С 1917 по 1922 год на педагогической работе на медицинском факультете Первого Московского государственного университета в должностях ассистента и приват-доцента госпитальной хирургической клиники, с 1920 по 1922 год — заведующий пропедевтической хирургической клиникой. С 1922 по 1935 год на педагогической работе во Втором Московском государственном медицинском институте в должностях: с 1922 по 1931 год — заведующий кафедрой топографической анатомии и оперативной хирургии, с 1931 по 1935 год — заведующий кафедрой детской хирургии и одновременно занимался научной работой в Центральном институте туберкулёза в должности заведующего хирургическим отделением.

### Научно-педагогическая деятельность
Основная научно-педагогическая деятельность К. Д. Есипова была связана с вопросами в области лечения костно-суставного и лёгочного туберкулёза, занимался исследованиями в области лимфо системы.  К. Д. Есипов являлся инициатором применения торакокаустики и торакоскопии, одним из первых в Советском Союзе начал применять хирургические методы лечения лёгочного туберкулёза, им была предложена модификация операции торакопластики в 1926 году,  В 1933 году под его руководством была предложена классификация костно-суставного туберкулёза.
В 1921 году защитил диссертацию на соискание учёной степени доктор медицинских наук по теме: «О влиянии грязелечения на туберкулез суставов», в 1922 году ему было присвоено учёное звание профессора. Под руководством К. Д. Есипова было написано около пятидесяти научных трудов, в том числе монографий, являлся редактором редакционного отдела «Оперативная хирургия» первого издания Большой медицинской энциклопедии.
Скончался 27 марта 1935 года в Москве. Похоронен на Новодевичьем кладбище.